# Championnats du monde de cyclisme sur piste 1912
Navigation
Rome 1911 Leipzig/Berlin 1913

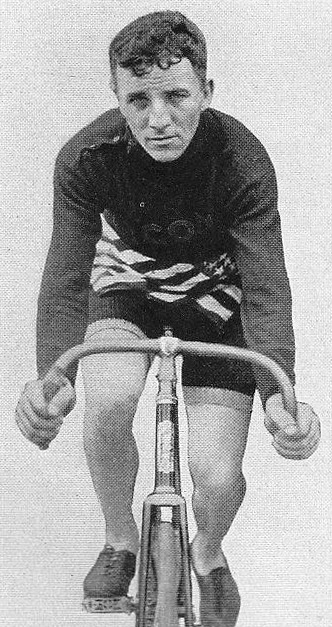
George Wiley, le champion du monde de demi-fond

Les Championnats du monde de cyclisme sur piste 1912 ont eu lieu du 30 août au 4 septembre sur le vélodrome de Vailsburg à Newark (New Jersey), aux États-Unis.
John Chapman organise les championnats du monde au Vélodrome de Newark (en). L'UCI voulait sanctionner cette organisation, mais comme Chapman avait postulé pour le comité d’organisation de la National Cycling Association en 1910 ;  La compétition a pu avoir lieu à Newark.

## Résultats

### Podiums professionnels
| Compétition | Or                      | Argent                   | Bronze                       |
| ----------- | ----------------------- | ------------------------ | ---------------------------- |
| Vitesse     | Frank Kramer États-Unis | Alfred Grenda Australie  | André Perchicot France       |
| Demi-fond   | George Wiley États-Unis | Elmer Collins États-Unis | James-Henri Moran États-Unis |

### Podiums amateurs
| Compétition | Or                          | Argent                  | Bronze                 |
| ----------- | --------------------------- | ----------------------- | ---------------------- |
| Vitesse     | Donald McDougall États-Unis | Harry Kaiser États-Unis | James Diver États-Unis |

## Tableau des médailles
| Rang | Nation     | Or | Argent | Bronze | Total |
| ---- | ---------- | -- | ------ | ------ | ----- |
| 1    | États-Unis | 3  | 2      | 2      | 7     |
| 2    | Australie  | 0  | 1      | 0      | 1     |
| 3    | France     | 0  | 0      | 1      | 1     |